# Klasika Primavera 2015
La Klasika Primavera 2015, sessantunesima edizione della corsa e valevole come evento dell'UCI Europe Tour 2015 categoria 1.1, si svolse il 12 aprile 2015 su un percorso di 171,5 km, con partenza e arrivo a Amorebieta-Etxano, in Spagna. La vittoria fu appannaggio dello spagnolo José Herrada, che terminò la gara in 3h56'20", alla media di 43,540 km/h, precedendo il russo Evgenij Šalunov e il connazionale Carlos Barbero.
Sul traguardo di Amorebieta-Etxano 77 ciclisti, su 93 partenti, portarono a termine la competizione.

## Squadre e corridori partecipanti
| N.      | Cod. | Squadra                        |
| ------- | ---- | ------------------------------ |
| 1-10    | CJR  | Caja Rural-Seguros RGA         |
| 11-18   | MOV  | Movistar Team                  |
| 21-29   | MUR  | Murias Taldea                  |
| 31-40   | BUR  | Burgos BH                      |
| 41-50   | W52  | W52-Quinta da Lixa             |
| 51-59   | RPB  | Rádio Popular-Boavista         |
| 61-68   | LOK  | Lokosphinx                     |
| 71-79   | EFP  | Efapel                         |
| 81-88   | DCT  | Inteja-MMR Dominican Cy. Team  |
| 91-99   | LRJ  | Louletano-Ray Just Energy      |
| 101-110 | SKD  | Skydive Dubai PCT-Al Ahli Club |
| 112-118 | KMP  | Keith Mobel Partizan           |

## Ordine d'arrivo (Top 10)
| Pos. | Corridore         | Squadra    | Tempo    |
| ---- | ----------------- | ---------- | -------- |
| 1    | José Herrada      | Movistar   | 3h56'20" |
| 2    | Evgenij Šalunov   | Lokosphinx | a 29"    |
| 3    | Carlos Barbero    | Caja Rural | a 2'35"  |
| 4    | Francisco Mancebo | Skydive    | s.t.     |
| 5    | César Fonte       | Rádio Pop. | s.t.     |
| 6    | Marc Soler        | Movistar   | a 2'42"  |
| 7    | Sergey Shilov     | Lokosphinx | a 4'02"  |
| 8    | Giovanni Visconti | Movistar   | s.t.     |
| 9    | Kirill Sveshnikov | Lokosphinx | s.t.     |
| 10   | Amets Txurruka    | Caja Rural | s.t.     |